# 巴尔德洛萨
巴尔德洛萨，是西班牙卡斯蒂利亚-莱昂萨拉曼卡省的一个市镇。 总面积63平方公里，总人口501人（2001年），人口密度8人/平方公里。